# Fraissinet-de-Fourques
Fraissinet-de-Fourques település Franciaországban, Lozère megyében. Lakosainak száma 82 fő (2022. január 1.). Fraissinet-de-Fourques Vebron, Rousses és Gatuzières községekkel határos.

## Népesség
A település népességének változása:
| Lakosok száma | 97   | 64   | 62   | 64   | 67   | 70   | 79   | 80   | 80   | 82   |
|               | 1968 | 1982 | 1990 | 2006 | 2013 | 2015 | 2017 | 2019 | 2020 | 2022 |